# فراس شلبایه
فراس شلبایه (عربی: فراس زياد يوسف شلباية؛ زادهٔ ۲۷ نوامبر ۱۹۹۳) بازیکن فوتبال اهل اردن است.
از باشگاه‌هایی که در آن بازی کرده‌است می‌توان به باشگاه فوتبال الجزیره (امان) اشاره کرد.
وی همچنین در تیم‌های ملی فوتبال زیر ۲۳ سال اردن و اردن بازی کرده‌است.